# 日高義樹
日高 義樹（ひだか よしき、1935年6月22日 - ）は、日本のジャーナリストである。アメリカ合衆国在住。ハドソン研究所客員上級研究員、全米商工会議所会長首席顧問、ハーバード大学ケネディスクールタウブマンセンター諮問委員。

## 人物
1935年（昭和10年）名古屋市生まれ。愛知県知多郡東浦町出身。愛知県立刈谷高等学校を経て、東京大学文学部英文科卒業。
親米派の論客として改憲論、特に日本国憲法第9条改訂の立場をとるジャーナリストとして知られる。2010年代後半以降はメディア登場がない。

### NHK時代
1959年（昭和34年）、NHK入局。福岡放送局、佐世保放送局（現・支局）、1965年（昭和40年）外信部、1970年（昭和45年）ワシントン特派員、1972年（昭和47年）外信部、1975年（昭和50年）ニューヨーク特派員、1980年（昭和55年）ニューヨーク支局長、1982年（昭和57年）ワシントン支局長、1985年（昭和60年）特報部、1987年（昭和62年）NHKエンタープライズアメリカ会長、理事待遇アメリカ総局長を歴任した。
1985年（昭和60年）には、時のNHK副会長島桂次と協力してNHKエンタープライズを設立、自らアメリカ代表となった。その後も、島のNHK会長就任（1989年）に尽力したといわれる。1992年より審議委員を務めた後、退職した。

### NHK退職後
NHK退職後はアメリカ・ワシントンD.C.に渡り、フリーのジャーナリストとして活動。テレビ東京の冠番組 「日高義樹のワシントン・リポート」では、クリントン、小ブッシュ両政権の国務長官、国防長官などの閣僚級を合わせて40人以上、アメリカ議会の両党の議会指導者40人余、アメリカ軍幹部50数人、ハーバード大学の学者やワシントンD.C.の主要な官僚など多くの人物と対談した。また、この番組は原則として対談から3週間以内に放映されるため常に新しい情報が届けられた。なかでも、NHK時代から年始にヘンリー・キッシンジャー元国務長官に対し、国際情勢予測に関するインタビューを放映しており、これはその後のワシントン・リポートにも引き継がれた。

### その他
横田基地（東京都）について、「未来永劫、アメリカに使われ続けてよいのか?」や「自分の国は自分で守るべきだ」という持論を持つ。

## 出演番組
- 日高義樹のワシントン・リポート→ ワシントンの日高義樹です（テレビ東京系列、BSジャパン） 1995年10月1日～2012年12月9日

## 著作

### 単著
（2000年以前の著作は抜粋）
- 『アメリカを知らない日本人』講談社、1973年4月16日。NDLJP:11926720。
- 『ペンタゴン : 米国防総省の内幕』日本放送出版協会、1973年6月25日。NDLJP:11931464。
- 『アメリカの日本撃滅計画』潮出版社、1973年12月15日。NDLJP:11926717。
- 『アメリカの深謀　―レーガンは最後に何を狙っているのか―』（PHP研究所、1985年）
- 『「日本一流国家論」を嗤う!』（飛鳥新社、1986年）
- 『アメリカ・パワー・エリートの驚くべき日本観』（潮出版社、1987年）
- 『兵器なき日米戦争』（飛鳥新社、1987年）
- 『日米関係の危機　―ワシントンからの緊急警告―』（PHP研究所、1991年）
- 『アメリカ内乱白人の論理　―追いつめられた黒人と日本人への警告―』（光文社、1992年）
- 『新・富国強兵論　―経済の繁栄と軍事力の原則―』（光文社、1994年）
- 『日米政治破壊　―アメリカの変質、取り残される日本―』（集英社、1995年）
- 『日本いまだ独立せず　―1966年からの取材秘録―』（集英社、1996年／集英社文庫、1998年）
- 『日本国に大統領が誕生する日　―無政治国家再建への提言―』（集英社、1998年）
- 『アメリカの怖さを知らない日本人』（PHP研究所、1999年）
- 『中国に振り回されるアメリカ』（PHP研究所、2000年）
- 『覚悟はよいか日本　―「史上最強のアメリカ」にどう立ち向かうか―』（PHP研究所、2001年）
- 『どうする、日本　―不況ではない、衰退だ!― 』（PHP研究所、2002年）
- 『世界大変動が始まった　―イラクの次は北朝鮮　ワシントン発緊急レポート―』（徳間書店、2002年）
- 『アメリカの世界戦略を知らない日本人　―「イラク戦」後、時代はこう動く―』（PHP研究所、2003年）
- 『アメリカは北朝鮮を核爆撃する　―その衝撃のシナリオ―』（徳間書店、2003年）
- 『アメリカ軍が日本からいなくなる　―「金正日」後の世界―』（PHP研究所、2004年）
- 『日本人が知りたくないアメリカの本音』（徳間書店、2004年）
- 『日本人が知らないアメリカひとり勝ち戦略　―日米安保は終焉する―』（PHP研究所、2004年）
- 『二〇〇五年、ブッシュは何をやるのか　―日本はどう生き残るか―』（徳間書店、2005年）
- 『日米は中国の覇権主義とどう戦うか』（徳間書店、2005年）
- 『米中石油戦争がはじまった　―アメリカを知らない中国は敗れる―』（PHP研究所、2006年）
- 『米中冷戦の始まりを知らない日本人』（徳間書店、2006年）
- 『ブッシュのあとの世界 「甦る大国・日本」叩きが始まる』（PHP研究所、2007年）
- 『アメリカの新国家戦略が日本を襲う』（徳間書店、2007年）
- 『資源世界大戦が始まった　―2015年日本の国家戦略―』（ダイヤモンド社、2007年）
- 『アメリカ狂乱　―次の大統領は誰か―』（徳間書店、2008年）
- 『私の第七艦隊　―世界最強艦隊からのルポ―』（2008年、集英社インターナショナル）
- 『不幸を選択したアメリカ』（PHP研究所、2009年）
- 『オバマ外交で沈没する日本』（徳間書店、2009年）
- 『アメリカの日本潰しが始まった』（徳間書店、2010年）
- 『いまアメリカで起きている本当のこと　―日本のメディアが伝えない世界の新潮流―』（PHP研究所、2011年）
- 『ロムニー大統領で日米新時代へ』（徳間書店、2012年）
- 『米中軍事同盟が始まる　―アメリカはいつまで日本を守るか―』（PHP研究所、2013年）
- 『2020年「習近平」の終焉　―アメリカは中国を本気で潰す―』（悟空出版、2019年）
- 『アメリカは中国を破産させる　―ワシントン発最新軍事情報＆世界戦略―』（悟空出版、2019年）
- 『習近平が尖閣を占領する日』（かや書房、2021年）

### 漫画（原案担当）
- 『日本国初代大統領 桜木健一郎』（Ryu著、集英社、1998-2000年、全3巻）
- 『日本国大統領 桜坂満太郎』（吉田健二著、新潮社、2003-2006年、全16巻）

### 翻訳
- ローランド・エバンズ、ロバート・ノバック著『レーガン・レボリューション――アメリカの次の手を読む』（PHP研究所、1982年）
- ダニエル・ヤーギン著『石油の世紀――支配者たちの興亡（上下）』（日本放送出版協会、1991年）